# Ambassade de Turquie en France
L'ambassade de Turquie en France (turc : Türkiye'nin Paris Büyükelçiliği) est la représentation diplomatique de la république de Turquie auprès de la République française. Elle est située au 16 avenue de Lamballe, dans le 16e arrondissement de Paris, la capitale du pays. Son ambassadeur est, depuis 2023, Yunus Demirer.
La capitale turque, Ankara, a donné son nom à la rue d'Ankara toute proche.

## Accès
L'entrée principale est située 16 avenue de Lamballe, masquée par un bâtiment contemporain. Un accès secondaire se trouve 17 rue d'Ankara.
Le site est desservi par la gare du RER C Avenue du Président-Kennedy et par les stations de métro Passy (ligne 6) et La Muette (ligne 9).

## Emplacements successifs de l'ambassade
Du 13 juillet 1797 (25 messidor de l'an V) jusqu'en 1808, l'hôtel de Monaco est la résidence des ambassadeurs de la Sublime Porte ottomane.
L'hôtel de Monaco construit sur commande de Marie-Catherine Brignole, nouvellement divorcée du prince Honoré III de Monaco, par Alexandre-Théodore Brongniart, est situé 57 rue Saint-Dominique dans le faubourg Saint-Germain. L'avènement de la Révolution conduit à la fuite de la princesse. Son bien confisqué devient bien national dont le Directoire dispose. Ainsi il le met à la disposition des ambassadeurs. Le lieu est le témoin de nombreux évènements liés à l'histoire de France.
Au début du XIXe siècle, elle siège à l'hôtel du Châtelet, dans le 7e arrondissement.
Dans les années 1900, l'hôtel particulier du 33 rue de Villejust (16e arrondissement) abritait l'ambassade.
Sous le régime de Vichy, l'ambassade de Turquie déménage dans cette ville du centre de la France où siège le gouvernement du maréchal Pétain. Elle ferme en 1943, alors que Ali Şevki Berker (tr) est l'ambassadeur en titre.
En 1944, après la Libération de Paris, le nouvel ambassadeur Numan Menemencioğlu s'installe à l'hôtel Bristol. Sa nièce, Nevin Menemencioğlu (devenue attachée culturelle de l'ambassade), découvre par hasard l'hôtel de Lamballe dans le 16e arrondissement et l'incite à le louer pour le compte de la légation turque, chose faite fin 1945. Le bâtiment est finalement racheté par la république de Turquie en 1951. En 1972, un nouvel édifice est construit sur la parcelle pour accueillir la chancellerie de l'ambassade,,,.

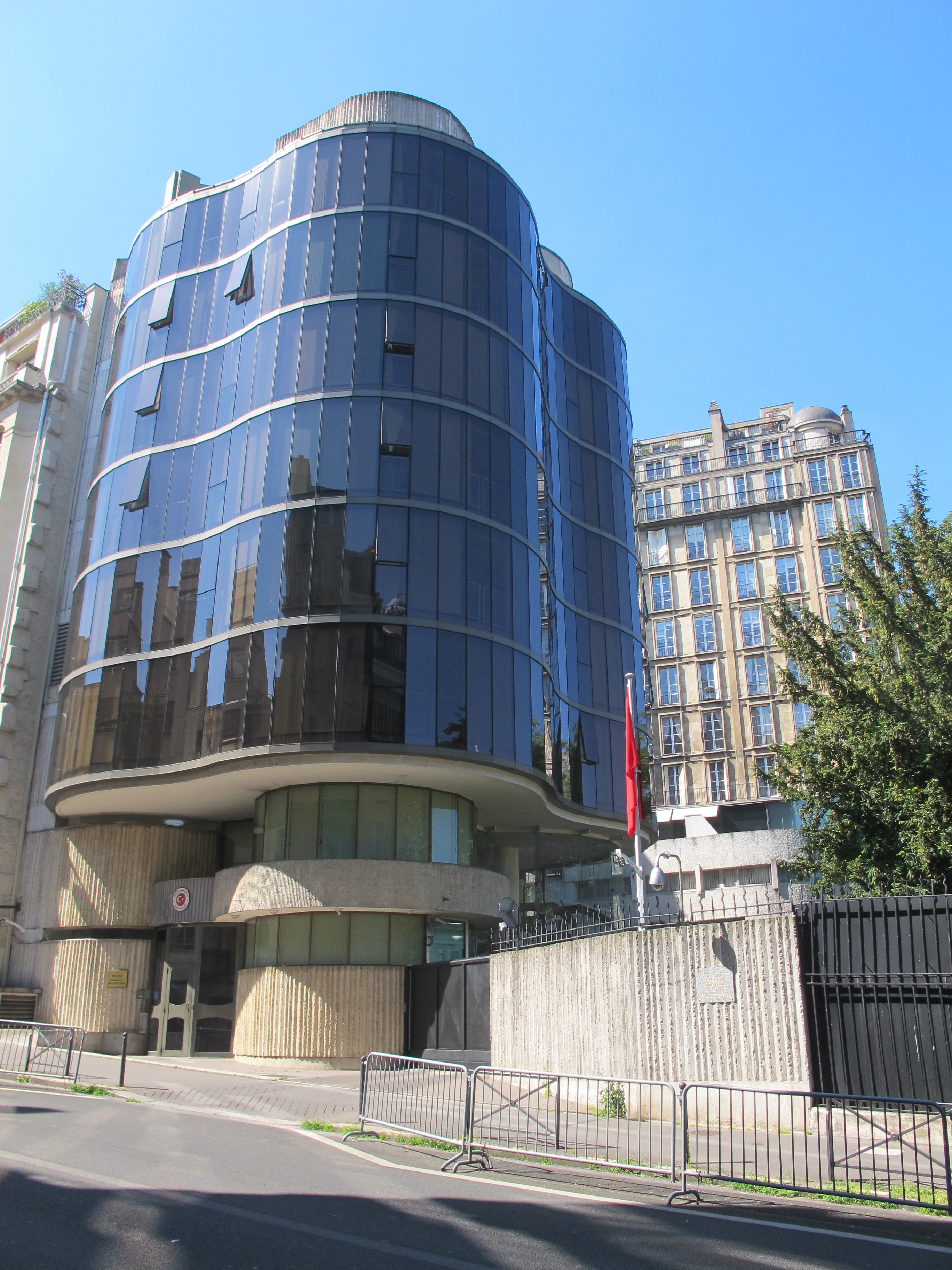
Chancellerie de l'ambassade au 16 avenue de Lamballe.
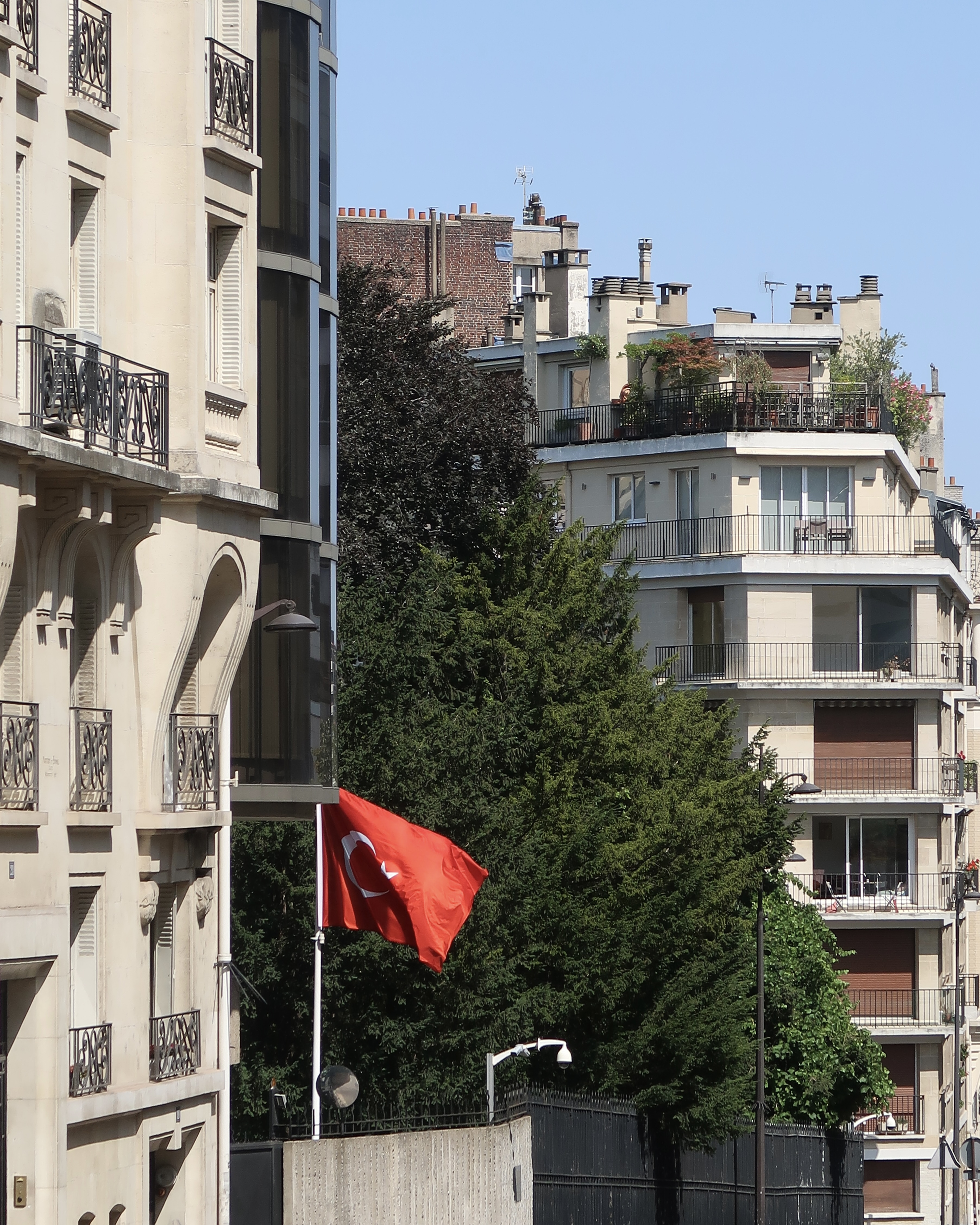
Drapeau.

## Ambassadeurs de Turquie en France
Les ambassadeurs de Turquie en France ont été successivement :
| Date de nomination | Date de nomination | Date de remise des lettres de créance | Date de remise des lettres de créance | Ambassadeur                         | Photo |
| ------------------ | ------------------ | ------------------------------------- | ------------------------------------- | ----------------------------------- | ----- |
| ?                  |                    | 28 juillet 1797 (10 thermidor an V)   | [ 9 ]                                 | Moralı Seyyid Ali Efendi            |       |
|                    |                    |                                       |                                       |                                     |       |
| ?                  |                    | 4 juin 1802 (15 prairial an X)        | [ 11 ]                                | Mehmed Said Galib Efendi            |       |
| ?                  |                    | septembre 1803                        | [ 12 ]                                | Mehmed Said Halet Efendi            |       |
| ?                  |                    | 5 juin 1806                           | [ 13 ]                                | Seyyid Abdurrahim Muhib Efendi (en) |       |
| ?                  |                    | 13 octobre 1807                       | [ 14 ]                                | Seyyid Mehmed Vahid Efendi          |       |
| ?                  |                    | 1er novembre 1807                     | [ 15 ]                                | Seyyid Abdurrahim Muhib Efendi      |       |
| ?                  |                    | 15 juillet 1876                       | [ JO 1 ]                              | Mehmed Sadık Paşa (tr)              |       |
|                    |                    |                                       |                                       |                                     |       |
| ?                  |                    | 6 novembre 1894                       | [ JO 2 ]                              | Yusuf Ziya Pasha (tr)               |       |
| ?                  |                    | 31 décembre 1895                      | [ JO 3 ]                              | Munir Bey                           |       |
|                    |                    |                                       |                                       |                                     |       |
| ?                  |                    | 15 septembre 1908                     | [ JO 4 ]                              | Naoum Pacha                         |       |
| ?                  |                    | 9 septembre 1911                      | [ JO 5 ]                              | Rifaat Pacha                        |       |
| ?                  |                    | 1914                                  |                                       |                                     |       |
|                    |                    |                                       |                                       |                                     |       |
| ?                  |                    | 1921                                  |                                       | Ahmet Ferit Tek (tr)                |       |
| ?                  |                    | 6 février 1925                        | [ JO 6 ]                              | Djevad Bey                          |       |
| ?                  |                    | 2 mai 1925                            | [ JO 7 ]                              | Fethi Okyar                         |       |
| ?                  |                    | 21 janvier 1931                       | [ JO 8 ]                              | Münir Ertegün (tr)                  |       |
| ?                  |                    | 7 juillet 1932                        | [ JO 9 ]                              | Suat Davaz (tr)                     |       |
| ?                  |                    | 30 août 1939                          | [ JO 10 ]                             | Behiç Erkin                         |       |
| ?                  |                    | 1er octobre 1943                      | [ JO 11 ]                             | Ali Şevki Berker (tr)               |       |
| ?                  |                    | 30 décembre 1944                      | [ JO 12 ]                             | Numan Menemencioğlu                 |       |
| ?                  |                    | 3 mai 1957                            | [ JO 13 ]                             | Feridun Cemal Erkin                 |       |
| ?                  |                    | 7 mai 1960                            | [ JO 14 ]                             | Faik Zihni Akdur (tr)               |       |
| ?                  |                    | 13 juillet 1962                       | [ JO 15 ]                             | Bülent Uşaklıgil (tr)               |       |
| ?                  |                    | 3 juillet 1965                        | [ JO 16 ]                             | Namık Kemal Yolga                   |       |
| ?                  |                    | 19 décembre 1966                      | [ JO 17 ]                             | Nureddin Vergin (en)                |       |
| ?                  |                    | 1968                                  |                                       | Hasan Esat Işık                     |       |
| ?                  |                    | 21 novembre 1974                      | [ JO 18 ]                             | İsmail Erez                         |       |
| ?                  |                    | 23 septembre 1976                     | [ JO 19 ]                             | Orhan Eralp (tr)                    |       |
| ?                  |                    | 7 septembre 1978                      | [ JO 20 ]                             | Hamit Batu                          |       |
| ?                  |                    | 29 janvier 1981                       | [ JO 21 ]                             | Adnan Bulak (tr)                    |       |
| ?                  |                    | 11 septembre 1986                     | [ JO 22 ]                             | Faik Melek (tr)                     |       |
| ?                  |                    | 14 septembre 1988                     | [ JO 23 ]                             | İlter Türkmen                       |       |
| ?                  |                    | 3 juin 1991                           | [ JO 24 ]                             | Tanşuğ Bleda (tr)                   |       |
| ?                  |                    | 6 avril 1998                          | [ JO 25 ]                             | Sönmez Köksal (tr)                  |       |
| ?                  |                    | 17 septembre 2002                     | [ JO 26 ]                             | Uluç Özülker                        |       |
| ?                  |                    | 9 décembre 2005                       | [ JO 27 ]                             | Osman Korutürk                      |       |
| ?                  |                    | 2 juillet 2010                        | [ JO 28 ]                             | Tahsin Burcuoğlu (tr)               |       |
| ?                  |                    | 8 juillet 2014                        | [ JO 29 ]                             | Hakkı Akil (tr)                     |       |
| ?                  |                    | 23 février 2017                       | [ JO 30 ]                             | İsmail Hakkı Musa (tr)              |       |
| ?                  |                    | 12 avril 2021                         | [ JO 31 ]                             | Ali Onaner (d)                      |       |
| ?                  |                    | 29 février 2024                       | [ JO 32 ]                             | Yunus Demirer                       |       |

## Consulats
La France accueille également six consulats généraux turcs :
- le consulat général de Paris, au 44-46 rue de Sèvres à Boulogne-Billancourt ;
- le consulat général de Lyon, au 87 rue de Sèze ;
- le consulat général de Marseille, au 363 avenue du Prado ;
- le consulat général  et ambassade de Strasbourg, au 3 rue Toreau ;
- le consulat général de Nantes, au 20 quai François Mitterrand, Nantes
- le consulat général de Bordeaux, au 2 cours du Trente-Juillet.

## Autres bâtiments

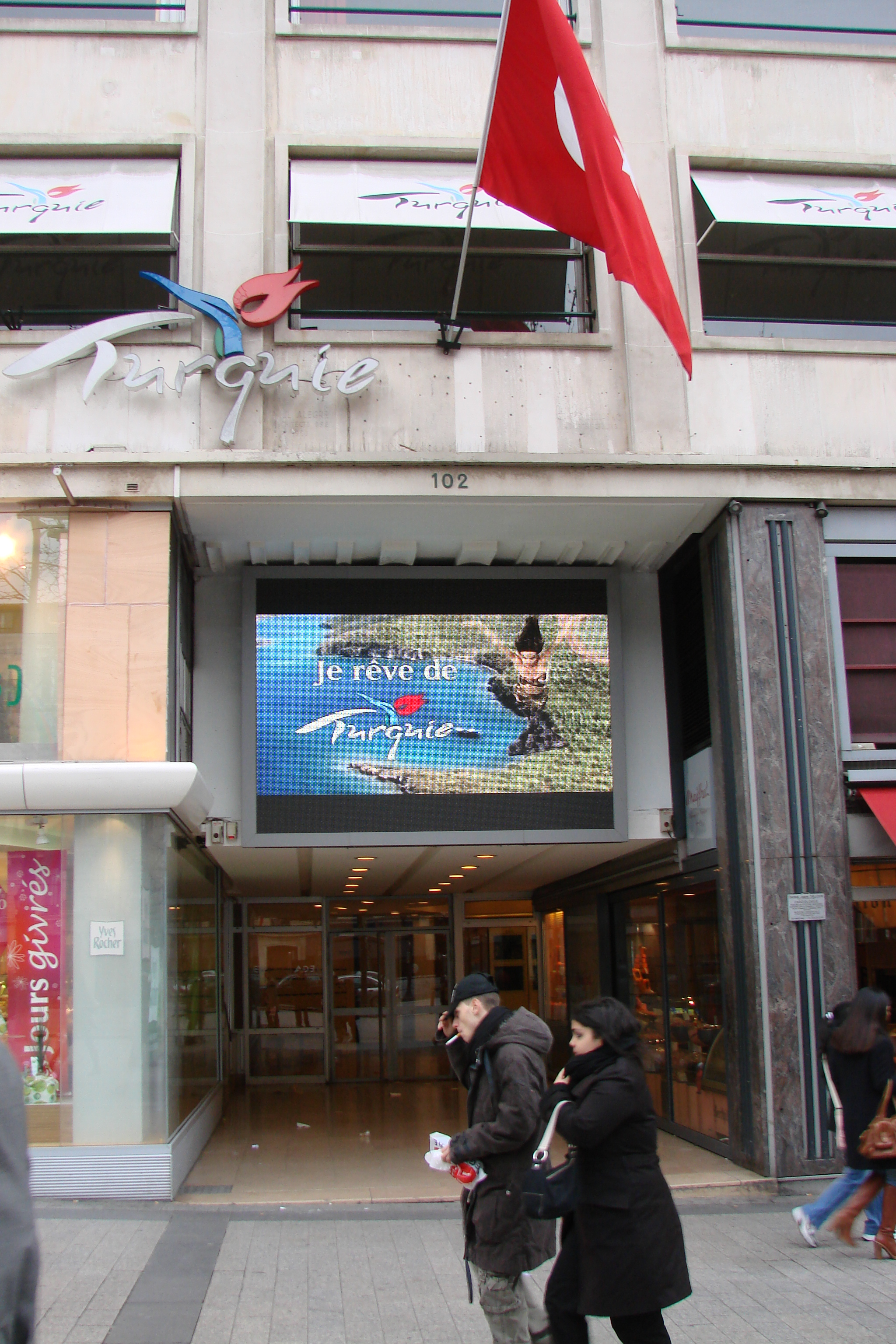
Le Centre culturel de la Turquie.

L'Institut Yunus Emre - Centre culturel de la Turquie est installé 102 avenue des Champs-Élysées (8e arrondissement de Paris).

## Activités
À la fin du mois d’octobre 2020, plusieurs rapports adressés au président de la République française par la direction générale de la Sécurité intérieure (DGSI), la direction générale de la Sécurité extérieure (DGSE) et la direction du Renseignement de la préfecture de police de Paris (DRPP) montrent l’ampleur, les formes et les objectifs d’une véritable stratégie d’infiltration impulsée depuis Ankara au moyen de réseaux animés par l’ambassade de Turquie et le MIT, le service de renseignement de la Turquie. Ces « vecteurs d'influence » agiraient principalement auprès de la population turque immigrée, mais aussi par le biais des organisations musulmanes et même dans la vie politique locale, « par l'appui apporté à des élus inféodés ».